# Niedźwiedź (Miedziane)

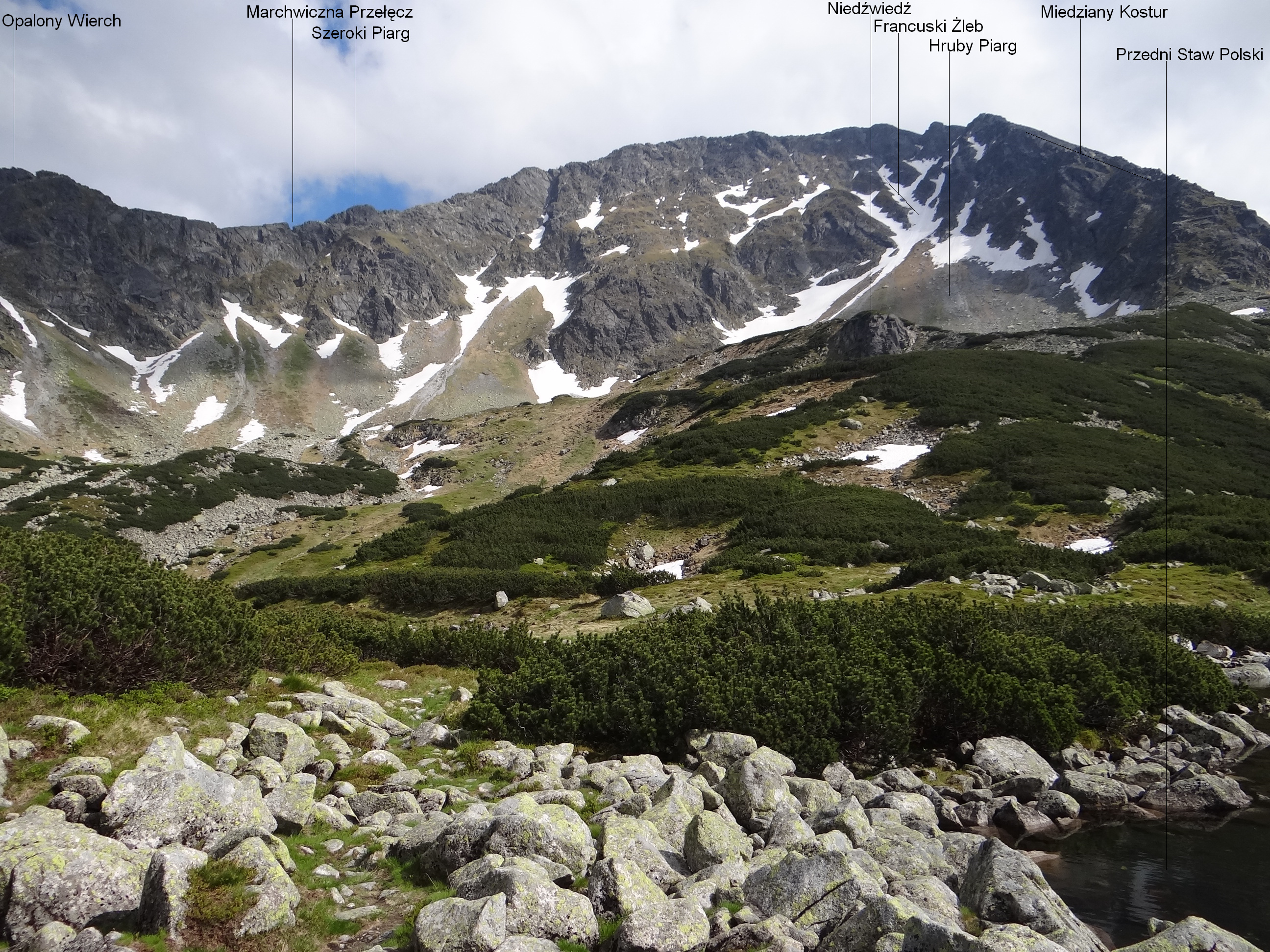
Widok z Doliny Pięciu Stawów Polskich

Niedźwiedź (1812 m) – bula w Dolinie Pięciu Stawów Polskich. Znajduje się w zakończeniu Miedzianego Kostura, należy więc do masywu Miedzianego. Po jej południowej stronie znajduje się Hruby Piarg, największy stożek piargowy całej doliny, a po stronie północnej teren między Niedźwiedziem a Wielkim i Przednim Stawem zawalony jest morenami. Niedźwiedź jest skalisto-piarżysty, jego wierzchołek porośnięty jest kosodrzewiną.
Na Niedźwiedziu zimą trenują narciarze, prowadzi też przez niego zimowe przejście od schroniska PTTK w Dolinie Pięciu Stawów Polskich na Szpiglasową Przełęcz. Zimą jest to przejście łatwiejsze od przejścia znakowanym szlakiem turystycznym. Jest też bezpieczniejsze, jeśli chodzi o zagrożenie lawinowe, jednak nie całkowicie; przy dużym zagrożeniu lawinowym brak całkowicie bezpiecznego wejścia na tę przełęcz.